# Ion Oană
Ion Vasile Oană (né le 23 juillet 1972 à Târgu Lăpuș en Roumanie) est un joueur de football et entraîneur roumain.

## Biographie
Il a notamment joué pour le club roumain du Gloria Bistrița, et est connu pour avoir fini meilleur buteur du championnat roumain 1997–98 ex æquo avec Constantin Barbu avec 21 buts chacun. 
Il inscrit en tout 32 buts en plus de 100 matchs en Liga I.
Il entraîne ensuite l'équipe de Liga IV du Someșul Ulmeni, et est désormais l'entraîneur de l'équipe junior du FC Baia Mare.